# Antonio Cauleas
Antonio II Kauleas (en griego: Αντώνιος Β΄ Καυλέας, Antōnios II Kauleas) fue patriarca de Constantinopla desde 893 hasta 12 de febrero de 901.

## Biografía
Después de que su madre muriera a los doce años, Antonio Cauleas se convirtió en sacerdote y posteriormente monje de una abadía cuyo nombre se desconoce. Llamó la atención de Stylianos Zautzes, el gran ministro del emperador León VI. Antonio apoyó a León contra el patriarca Focio, y contribuyó a la pacificación de la iglesia logrando un compromiso entre los seguidores de Focio e Ignacio.  El emperador eligió Antonio patriarca después de la muerte de su propio hermano, Esteban I en 893.
El patriarca Antonio II fue un hombre piadoso que generalmente donaba dineros a fundaciones monásticas y refundó el monasterio Kaulea con el apoyo del emperador. Fue canonizado por la iglesia católica y ortodoxa y su festividad es conmemorada el 12 de febrero.
| Predecesor: Esteban I | Patriarca de Constantinopla 893 – 901 | Sucesor: Nicolás I |